# Quatuor Brindisi
Pour les articles homonymes, voir Brindisi (homonymie).
Le Quatuor Brindisi (Brindisi Quartet en anglais) est un quatuor à cordes britannique fondé en 1984.

## Historique
Le Quatuor Brindisi est fondé en 1984 à Aldeburgh.
Les membres fondateurs de l'ensemble sont Jacqueline Shave au premier violon, Patrick Kiernan au second violon, Katie Wilkinson Khoroshunin à l'alto et Jonathan Tunnell au violoncelle.

## Membres
Les membres de l'ensemble étaient :
- premier violon : Jacqueline Shave (1984-1999) ;
- second violon : Patrick Kiernan ;
- alto : Katie Wilkinson Khoroshunin ;
- violoncelle : Jonathan Tunnell (1984-1991), Christopher Van Kampen (1991-1997), Michael Sterling (1997-2000).

## Créations
Le Quatuor Brindisi est le créateur de plusieurs œuvres, de Tomas Marco (Quatuor à cordes, 1994), Colin Matthews (Quatuor no 2, 1990 ; Quatuor no 3, déd., 1994), David Matthews (Quatuor no 6, 1991) et Mark-Anthony Turnage (Are You Sure?, 1993), notamment.  